# Christus-König-Kirche (Kleve)

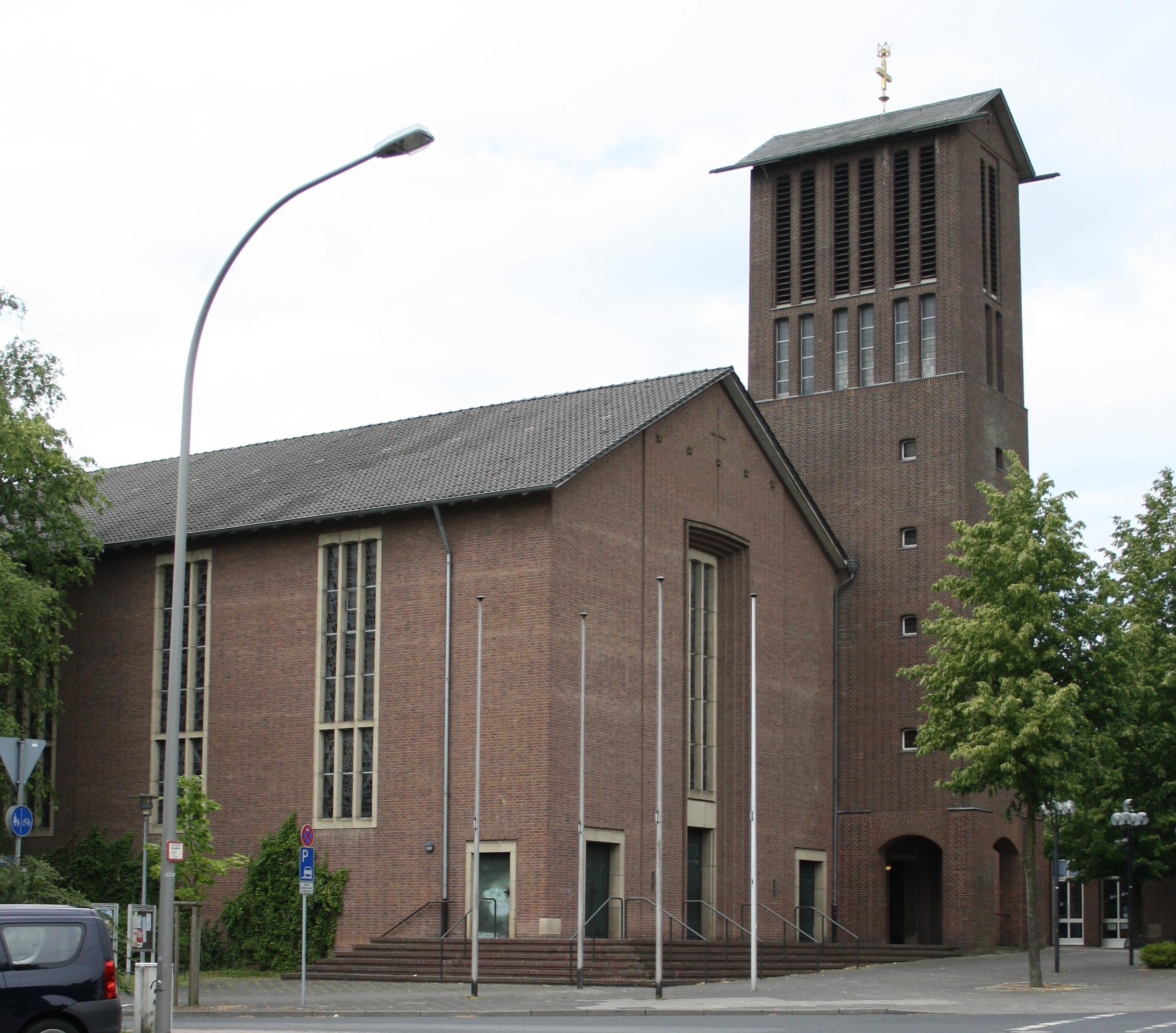
Christus-König-Kirche Kleve (2011)

Die Christus-König-Kirche in Kleve ist eine römisch-katholische Filialkirche der Kirchengemeinde und Propstei St. Mariae Himmelfahrt Kleve. Ein ursprünglicher Kirchenbau an dieser Stelle wurde 1934 geweiht. Nach der vollkommenen Zerstörung im Zweiten Weltkrieg begann der Wiederaufbau, der zur Wieder-Einweihung des Neubaus im Jahre 1953 führte.
Seit dem 2. Februar 2025 finden dort keine Gottesdienste mehr statt. Über die weitere Verwendung ist noch nicht entschieden.
In der Mitte des Jahres 2025 wurde mit dem ausräumen der Kirche begonnen. Der Altar und andere sakrale Gegenstände wurden ausgebaut und in einem Lapidarium eingelagert. Orgel und Geläut stehen zum Verkauf.

## Vorgängerbauten
Vor dem zweiten Weltkrieg wurde, bedingt durch die Erweiterung der Stadt, die neue Pfarrei Christus-König gegründet. Im Zuge dessen wurde im Jahr 1934, die vom österreichischen Architekten Clemens Holzmeister entworfene Kirche durch den Münsteraner Bischof Clemens August Kardinal Graf von Galen geweiht. 
Beim einem Fliegerangriff am 7. Oktober 1944 auf die Stadt Kleve wurde die Kirche komplett zerstört. Zunächst wurde eine Notkirche im Kindergarten an der Ackerstraße (Liebfrauenheim) eingerichtet. Ab 1946 wurde hierfür das Jugendheim an der Brabanterstraße genutzt. Ab 1948 wurde dann die gegenüberliegende Reithalle der alten Berufsschule als Notkirche genutzt, bis dann 1953 der jetzt noch bestehende Neubau geweiht wurde.

## Reliquien
In den Altar wurden die Reliquien eines Heiligen namens Modestus und einer angeblichen Gefährtin der legendären Ursula von Köln eingelassen.
Koordinaten: 51° 47′ 5,6″ N, 6° 7′ 30,7″ O